# Stade Trešnjica
Le Stade Trešnjica (en monténégrin : Стадион Трежница) est un stade de football situé à Golubovci, au Monténégro.
Il a été inauguré en 1996 et a une capacité de 4 000 places. Il est le stade du club de Zeta Golubovci.